# Akersingel
De Akersingel is een straat in de wijk De Aker in het Amsterdamse stadsdeel Nieuw-West. De straat loopt van het Ecuplein naar de Matterhorn en is vernoemd naar de wijk waar deze doorheen loopt.
Sinds 2001 rijdt tramlijn 1 via het Ecuplein en verder via de Akersingel naar het nieuwe eindpunt Matterhorn in De Aker.